# مورنینگساید، آوکلند
| Kingsland             | Western Springs | Point Chevalier |
| Mount Eden, Eden Park | مورنینگساید     | Mount Albert    |
|                       | Sandringham     | Owairaka        |

مورنینگساید (به لاتین: Morningside) یک حومه شهر در نیوزیلند است که در منطقه آوکلند واقع شده‌است. مورنینگساید ۳٬۹۸۱ نفر جمعیت دارد.